# 肉豆蔻酸乙酯
肉豆蔻酸乙酯（英語：ethyl myristate），化学名十四烷酸乙酯或十四酸乙酯，是一种脂肪酸酯类化合物，化学式C16H32O2。在许多生物体内均有分布。可作为食品和日用品香精使用，用于调配椰子等香型香精，除此之外也可作为溶剂或合成原料使用。同时也是长期酗酒者头发沉积物中的标志物质之一。

## 性质与自然分布
肉豆蔻酸乙酯为无色至浅黄色液体，或结晶成无色晶体。闻起来有椰子、鸢尾样气味，并具有类似椰子的味道。不溶于水，微溶于乙醚，溶于乙醇。
肉豆蔻酸乙酯在自然界中分布很广泛，在植物中可见于薑、荔枝、糖蜜的杂醇油、杏子、梨、辣椒、茶、番石榴、葡萄等；在动物中可见于牛肉、熟羊肉、格吕耶尔奶酪、蓝奶酪等；在真菌中有紅麴菌等。在啤酒、朗姆酒、葡萄酒等酒中亦有分布。

## 制备
传统工业生产方法是用十四酸和乙醇在硫酸催化下反应制得。该法虽然原料便宜、反应活性高，但存在设备腐蚀、后处理麻烦等缺点，后续有研究者报道了采用杂多酸、氯化铁、阳离子交换树脂、氨磺酸等催化剂催化合成肉豆蔻酸乙酯的方法。

## 用途
肉豆蔻酸乙酯可作为香日化精使用，在食品中，可用于调制椰子、蜂蜜、康乃克油（Cognac oil，白兰地香油）和紫罗兰型等食用香料。此外还可用于调配酒用香精和烟用香精，为良好的定香剂，能充当溶剂溶解其他香精。其也可作有机合成中间体，能用于合成表面活性剂。
肉豆蔻酸乙酯是一种脂肪酸乙酯（Fatty acid ethyl esters，FAEE），这类化合物在体内是在酒精存在下由游离脂肪酸、甘油三酯、脂蛋白或磷脂在特定胞质液和微粒体FAEE合酶以及羧酸酯酶、脂蛋白脂酶、羧基酯脂肪酶和胆固醇酯酶等非特异性酶的作用下形成的。肉豆蔻酸乙酯就是酒精在这种非氧化性代谢作用下的产物之一，其可长期沉积到头发中，因此可通过检测头发中是否含有包括肉豆蔻酸乙酯在内的几种特征FAEE来确定此人是否长期高酒精摄入。而且烫发、染发、漂白、洗发后不会干扰检测结果。